# 1930
1930. је била проста година.

## Догађаји

### Јануар
- 31. јануар — отворена је Лондонска поморска конференција, која је завршена 22. априла споразумом Уједињеног Краљевства, САД, Француске, Италије и Јапана о регулисању подморничког ратовања.

### Фебруар
- 18. фебруар — Клајд Томбо открио Плутон док је проучавао фотографије снимљене у јануару.

### Април
- 22. април — Француска, Италија, Јапан, САД и Уједињено Краљевство су потписале Лондонски поморски споразум којим се регулисало подморничко ратовање и ограничила градња ратних бродова.

### Јун
- 7. јун — Амерички председник Херберт Хувер је потписао Смут-Хаулијев закон о тарифама.

### Јул
- 12. јул — У Монтевидеу је почело прво светско фудбалско првенство.
- 30. јул — Уругвај у Монтевидеу, победом у финалу Светског фудбалског првенства, над Аргентином 4:2, постао Први светски шампион у фудбалу.

## Рођења

### Јануар
- 11. јануар — Род Тејлор, аустралијско-амерички глумац (прем. 2015)
- 13. јануар — Франсес Стернхејген, америчка глумица (прем. 2023)
- 19. јануар — Типи Хедрен, америчка глумица, активисткиња за права животиња и модел
- 20. јануар — Баз Олдрин, амерички астронаут, инжењер и војни пилот, други човек који је крочио на Месец
- 30. јануар — Џин Хекман, амерички глумац и писац (прем. 2025)

### Фебруар
- 8. фебруар — Петар Банићевић, српски глумац (прем. 2006)
- 10. фебруар — Роберт Вагнер, амерички глумац
- 11. фебруар — Мери Квант, енглеска модна дизајнерка и модна икона (прем. 2023)
- 14. фебруар — Реља Башић, хрватски глумац (прем. 2017)
- 16. фебруар — Љиљана Јовановић, српска глумица (прем. 2012)
- 27. фебруар — Петар Бергамо, југословенски композитор (прем. 2022)

### Март
- 1. март — Сава Антић, српски фудбалер и фудбалски тренер (прем. 1998)
- 1. март — Гастоне Ненчини, италијански бициклиста (прем. 1980)
- 1. март — Мајда Потокар, словеначка глумица (прем. 2001)
- 7. март — Стенли Милер, амерички хемичар, познат по истраживању порекла живота (прем. 2007)
- 17. март — Џејмс Ирвин, амерички астронаут, ваздухопловни инжењер и војни пилот, осми човек који је крочио на Месец (прем. 1991)
- 22. март — Стивен Сондхајм, амерички композитор и текстописац (прем. 2021)
- 24. март — Стив Маквин, амерички глумац (прем. 1980)
- 27. март — Ернест Ачкун, југословенски и српски кларинетиста (прем. 2001)
- 30. март — Џон Астин, амерички глумац

### Април
- 21. април — Силвана Мангано, италијанска глумица (прем. 1989)

### Мај
- 4. мај — Миљан Миљанић, српски фудбалски тренер и функционер (прем. 2012)
- 8. мај — Олга Станисављевић, српска глумица (прем. 1987)
- 28. мај — Јован Личина, хрватски глумац и писац (прем. 2002)
- 30. мај — Живорад Ковачевић, српски политичар, дипломата и писац, градоначелник Београда (1974—1982) (прем. 2011)
- 31. мај — Клинт Иствуд, амерички глумац, редитељ, продуцент, музичар и политичар

### Јун
- 2. јун — Пит Конрад, амерички астронаут и ваздухопловни инжењер, трећи човек који је крочио на Месец (прем. 1999)
- 12. јун — Столе Аранђеловић, српски глумац (прем. 1993)
- 14. јун — Бора Костић, српски фудбалер (прем. 2011)
- 24. јун — Клод Шаброл, француски редитељ, сценариста, продуцент и глумац (прем. 2010)

### Јул
- 7. јул — Биљана Плавшић, српска политичарка, председница Републике Српске (1996—1998)
- 24. јул — Предраг Ивановић, српски музичар (певач и трубач), композитор и аранжер (прем. 2010)

### Август
- 5. август — Нил Армстронг, амерички астронаут и ваздухопловни инжењер, први човек који је крочио на Месец (прем. 2012)
- 13. август — Лена Политео, хрватска глумица
- 25. август — Шон Конери, шкотски глумац (прем. 2020)
- 28. август — Патријарх српски Иринеј, 45. врховни поглавар Српске православне цркве (прем. 2020)

### Септембар
- 14. септембар — Волтер Кениг, амерички глумац и сценариста
- 23. септембар — Реј Чарлс, амерички музичар и композитор (прем. 2004)

### Октобар
- 1. октобар — Ричард Харис, ирски глумац и певач (прем. 2002)
- 10. октобар — Харолд Пинтер, енглески драматург, сценариста, писац, песник, редитељ и глумац, добитник Нобелове награде за књижевност (2005) (прем. 2008)
- 18. октобар — Томо Курузовић, српски глумац, редитељ и књижевник (прем. 2017)
- 22. октобар — Тодор Веселиновић, српски фудбалер и фудбалски тренер (прем. 2017)

### Новембар
- 19. новембар — Жижа Стојановић, српска глумица (прем. 2025)

### Децембар
- 8. децембар — Максимилијан Шел, аустријско-швајцарски глумац, редитељ, сценариста и продуцент (прем. 2014)
- 11. децембар — Жан-Луј Трентињан, француски глумац, редитељ, сценариста и возач тркачких аутомобила (прем. 2022)
- 17. децембар — Армин Милер Штал, немачки глумац, редитељ, сценариста, сликар и писац
- 31. децембар — Ацо Јовановски, македонски глумац (прем. 2016)

## Смрти

### Фебруар
- 21. фебруар — Ахмед-шах Каџар, персијски краљ

### Март
- 6. март — Алфред фон Тирпиц, немачки велики адмирал
- 8. март — Вилијам Хауард Тафт, 27. председник САД
- 16. март — Мигел Примо де Ривера, шпански генерал и диктатор

### Јул
- 7. јул — Артур Конан Дојл, шкотски књижевник

### Август
- 31. август — Владан Ђорђевић, српски лекар, књижевник и политичар (*21. новембар 1844).

### Новембар
- 5. новембар — Луиђи Факта, италијански политичар и новинар.

## Нобелове награде
- Физика — Сер Чандрасекара Венката Раман
- Хемија — Ханс Фишер
- Медицина — Карл Ландштајнер
- Књижевност — Синклер Луис
- Мир — Надбискуп Ларс Улоф Натан Седерблом (Шведска)
- Економија — Награда у овој области почела је да се додељује 1969. године